# خیالباف زیبا: برایان ویلسون و داستان لبخند
خیالباف زیبا: برایان ویلسون و داستان لبخند (انگلیسی: Beautiful Dreamer: Brian Wilson and the Story of Smile) فیلم مستند زندگینامه‌ای به کارگردانی دیوید لیف است که در سال ۲۰۰۴ منتشر شد. این فیلم زندگانی برایان‌ داگلاس‌ ویلسون موسیقی دان اهل ایالات متحده  امریکا را روایت می کند.
در این مستند، مصاحبه با پسر ساحلی برایان ویلسون و معاصرانش انجام شده است و تاریخچه آلبوم "لبخند" ویلسون را شرح می‌دهد. ساخت آلبوم لبخند، پروژه‌ای است که حدود 37 سال در حال ساخت بوده است.